# Langue étrangère
Ne doit pas être confondu avec Langue seconde.
Cet article concerne la notion. Pour le film, voir Langue étrangère (film). Pour le roman, voir Langues étrangères.
Une langue étrangère est une langue qui n'est pas la langue maternelle d'une personne, si bien qu'elle doit en faire l'apprentissage pour pouvoir la maîtriser. Ceci peut se faire de différentes manières : par la voie scolaire, par des cours, des stages ou des formations à l'âge adulte, par des manuels ou des méthodes multimédia, ou encore par le bain linguistique.
Certains enfants apprennent les langues de leurs deux parents, si ceux-ci n'ont pas la même langue natale (L1) : ces enfants sont bilingues. Aucune des deux langues n'est alors étrangère pour cet enfant, même si une des deux est étrangère dans le pays de naissance.
Le niveau en langues étrangères est un des critères de recrutement dans les entreprises notamment à vocation internationale, où la capacité des langues de travail et un multilinguisme des employés est nécessaire.

## Acquisition / apprentissage
- L'anglais : 600 millions d'apprenants ;
- L'espagnol : 300 millions d'apprenants ;
- Le français : 150 millions d'apprenants ;
- L'italien : 93 millions d'apprenants ;
- Le portugais : 69 millions d'apprenants ;
- L'allemand : 50 millions d'apprenants ;
- Le mandarin : 25 millions d'apprenants ;
- L'arabe : 22 millions d'apprenants.

## Peur
La peur des langues étrangères (ou xénoglossophobie) est le sentiment de malaise, d'inquiétude, de nervosité et d'appréhension qui se manifeste lors de l'apprentissage ou de l'utilisation d'une langue seconde ou d'une langue étrangère. Ce sentiment peut être dû à n'importe quelle activité liée aux langues étrangères, que ce soient les activités productives comme l'expression orale ou l'écriture, ou encore les activités plus passives comme la lecture et la compréhension orale.

## Dans la culture
Langue étrangère, un film germano-franco-belge réalisé par Claire Burger et sorti en 2024, raconte l'histoire de Fanny, une lycéenne française de dix-sept ans, qui part en Allemagne dans le cadre d'un échange linguistique.